# Акроні (Єсеніце)
«Акроні» (словен. HK Acroni Jesenice) — хокейний клуб з м. Єсеніце, Словенія. Заснований у 1948 році. Розформований у 2012 році через банкрутство.

## Історія
Розвиток хокею в Єсеніце сягає періоду до Другої світової війни, коли ентузіасти займались на натуральному льоду. У сезоні 1940–41 була зібрана аматорська команда.
Клуб заснований в 1948 році, в місцевому спортивному товаристві під керівництвом Драго Церара. Команда провела зустрічі проти суперників з Марибора, Целє та Брежиці, вигравши цей турнір.
У 1954 році ввідкрита арена із штучною ковзанкою, причому це була перша така споруда в колишній Югославії.
У 1956 році команду очолив чехословацький тренер Зденек Блаха. За підсумками того сезону, клуб з Єсеніце вперше став чемпіоном Югославії. Після 1957 року клуб повністю домінував в Югославській лізі здобувши 15 чемпіонських титулів поспіль. Більшість тренерів у цей період були іноземцями, вихідцями з Чехословаччини. Серед відомих гравців того часу, зокрема Албін Фельц.
Після 1971 року конкуренцію «Акроні» склав столичний клуб «Олімпія».
Перші роки після здобуття Словенією незалежності знову пройшли під домінуванням команди «Акроні». Окрім місцевих гравців, команда була підсилена гравцями з колишнього Радянського Союзу під керівництвом Володимира Крикунова. Однак фінансові та кадрові проблеми поставили команду на межу розвалу. Піком цих негараздів стало виключення «Акроні» з чемпіонату в сезоні 1998–99 років.
«Акроні» знадобилося кілька років, щоб відновитися, і в сезоні 2004–05, вперше за понад десять років виграв чемпіонат.
У 2006 році словенців запросили до Австрійської хокейної ліги. З 2006 і до 2012 року клуб також виграв ще чотири чемпіонські титули Словенії.
Через накопичення боргів «Акроні» виключили з Австрійської ліги наприкінці сезону 2011–12 років. 31 серпня 2012 року хокейний клуб подав заяву про банкрутство та був ліквідований. Молодіжна команда була зареєстрована окремо та існує надалі.

## Арена
Домашнею ареною клубу є «Зимовий стадіон», що вміщує 4 500 глядачів.

## Досягнення
Югославська хокейна ліга
Переможець (23): 1956–57 – 1970–71, 1972–73, 1976–77, 1977–78, 1980–81, 1981–82, 1984–85, 1986–87, 1987–88
2 місце (13): 1953–54, 1955–56, 1971–72, 1973–74, 1974–75, 1975–76, 1978–79, 1979–80, 1982–83, 1983–84, 1985–86, 1988–89, 1989–90
Кубок Югославії
Переможець (8): 1967, 1968, 1970, 1971, 1973, 1974, 1976, 1977
Словенська хокейна ліга
Переможець (9): 1991–92, 1992–93, 1993–94, 2004–05, 2005–06, 2007–08, 2008–09, 2009–10, 2010–11
2 місце (9): 1994–95, 1995–96, 1996–97, 1997–98, 1999–2000, 2000–01, 2001–02, 2002–03, 2011–12
Інтерліга
Переможець (2): 2004–05, 2005–06